# Anselme-Marie Bruniaux
Hubert Bruniaux, Anselme-Marie Bruniaux  en religion, né  le 7 juillet 1823 à Saint-Martin-sur-Écaillon  (Nord) et mort le 7 octobre 1892 à la Grande Chartreuse, est un moine français qui fut prieur de la Grande Chartreuse de 1879 à 1892 et 65e ministre général de l'ordre des Chartreux.

## Biographie
Hubert Bruniaux est né à Saint-Martin-sur-Ecaillon le 7 juillet 1823. Il est ordonné prêtre, en 1847, du diocèse de Cambrai. Il est professeur au petit séminaire de Cambrai, directeur de l'Institution Notre-Dame des Victoires à Roubaix. Il entre à la Grande Chartreuse, où il fait profession solennelle, le 1er novembre 1860. Maître des novices à la Grande Chartreuse, vicaire à La Valsainte, il est nommé prieur de Valbonne en 1869 et élu prieur de Chartreuse et général de l’Ordre, le 1er mars 1879. Tout son généralat est animé par une vive dévotion au Sacré Cœur. Il meurt en charge le 8 octobre 1892. L'évêque de Grenoble, Amand-Joseph Fava prononce son oraison funèbre.

## Œuvres
En 1897, Anselme-Marie Bruniaux fait don au Souverain pontife, Léon XIII, de la villa Saint-Bruno, avec une importante somme d'argent et un subside annuel pour la fondation de l'Institut Pie IX des Petits Artisans (Institut des Artigianelli) de Saint-Joseph,.
Il est à l'origine de la fondation en 1892 de l'hôpital de Saint-Laurent-du-Pont installé au monastère de la Grande Chartreuse. Il était membre de l'archiconfrérie de Notre-Dame-de-la-Treille.

## Écrits
- Denys le Chartreux : Exposition de la Règle du Tiers-Ordre de la Pénitence de saint François d’Assise, traduit du latin par Anselme Bruniaux, augmenté d’une introduction et de notes du R.P. Apollinaire de Valence O.F.M.Cap., Paris Letielleux, 1868, 328 p.

- Marie-Madeleine de Pazzi, Œuvres, Paris, Œuvre de St. Paul, 1873, in-8, 2 vol., 516 & 418 p. recueillies par le P. Laurent Marie Brancaccio, traduites de l'italien par Anselme Bruniaux, (BNF 30884226).

- Vie du vénérable P. Dom Louis de Lauzeray, prieur de la chartreuse de Villeneuve-lez-Avignon, par le V. P. Dom Simon Salvani, son contemporain. Revue par Dom Anselme Bruniaux, 1873 (BNF 31290769).

- Mémoire adressé à Messieurs les députés par le R.P. Général des Chartreux à l'occasion d'une proposition de loi tendant à abroger le Décret du janvier 1857, Grenoble, 1881, 27x22, 19+XXI p.
- (la) Missale sacri ordinis cartusiensis auctoritate apostolica approbatum R. Patris D. Anselmi Mariae, prioris cartusiae, 1883 (lire en ligne).

- Lettre à Léon Bloy, 21 janvier 1884[8],[9],[10],[11].